# Castiglione Chiavarese
Castiglione Chiavarese (O Castiggion en idioma ligur) es una comuna italiana de 1.635 habitantes, de la provincia de Génova, en la Región de Liguria.

## Geografía
Se encuentra en el valle del río Petronio, a 65 kilómetros de Génova. Castiglione Chiavarese forma parte de la Comunidad de Montaña del Valle del Petronio, junto a otras tres comunas lígures. Puesta estratégicamente, ve nacer el torrente del Petronio desde el monte San Nicolao y corre entre las formaciones rocosas, creando un particular efecto paisajístico y naturalístico.

## Historia
Encontrado ya en el Imperio romano, el territorio comunal de Castiglione Chiavarese probablemente señalaba el límite entre la cultura Ligur y la Etrusca. Existen claras huellas del pasado romano en su territorio, restos de puentes, objetos, cavernas y fuentes literarias encontradas en las fracciones como "Velva" en la cual el Emperador Trajano le dio la categoría de Municipio.
En la Edad Media, formaba parte del territorio de los monjes Benedictinos, quienes cultivaron casi enteramente el valle del Petronio, pasando posteriormente a formar parte del dominio de las familias Lavagna y Fieschi, que en el 1276 vendieron dichas tierras a la República de Génova. 
El pueblo (ahora denominado simplemente Castiglione) fue puesto bajo el control de la Potestà de Sestri Levante y sólo posteriormente se transformaría en una podestà autónoma, incluyendo a las actual comuna de Maissana (ahora en la provincia de La Spezia).
En el año 1747 la República Genovesa construye una serie de fortificaciones contra el ejército Austria. Con el nacimiento de la República Lígure en el año 1797 por obra de Napoleón Bonaparte fue incluida en la "Jurisdicción del Gromolo" y en seguida en el "Departamento de los Apeninos". En el año 1815 se verá incorporada en el Reino de Cerdeña, así como lo establecerá el Congreso de Viena de 1814, así como las otras comunas de la República Lígure, y sucesivamente en el Reino de Italia (1861-1946). Asume su actual denominación de Castiglione Chiavarese en el año 1862.

## Evolución demográfica
| Gráfica de evolución demográfica de Castiglione Chiavarese entre 1861 y 2001 |
|                                                                              |
| Fuente ISTAT - elaboración gráfica de Wikipedia                              |

## Lugares de interés

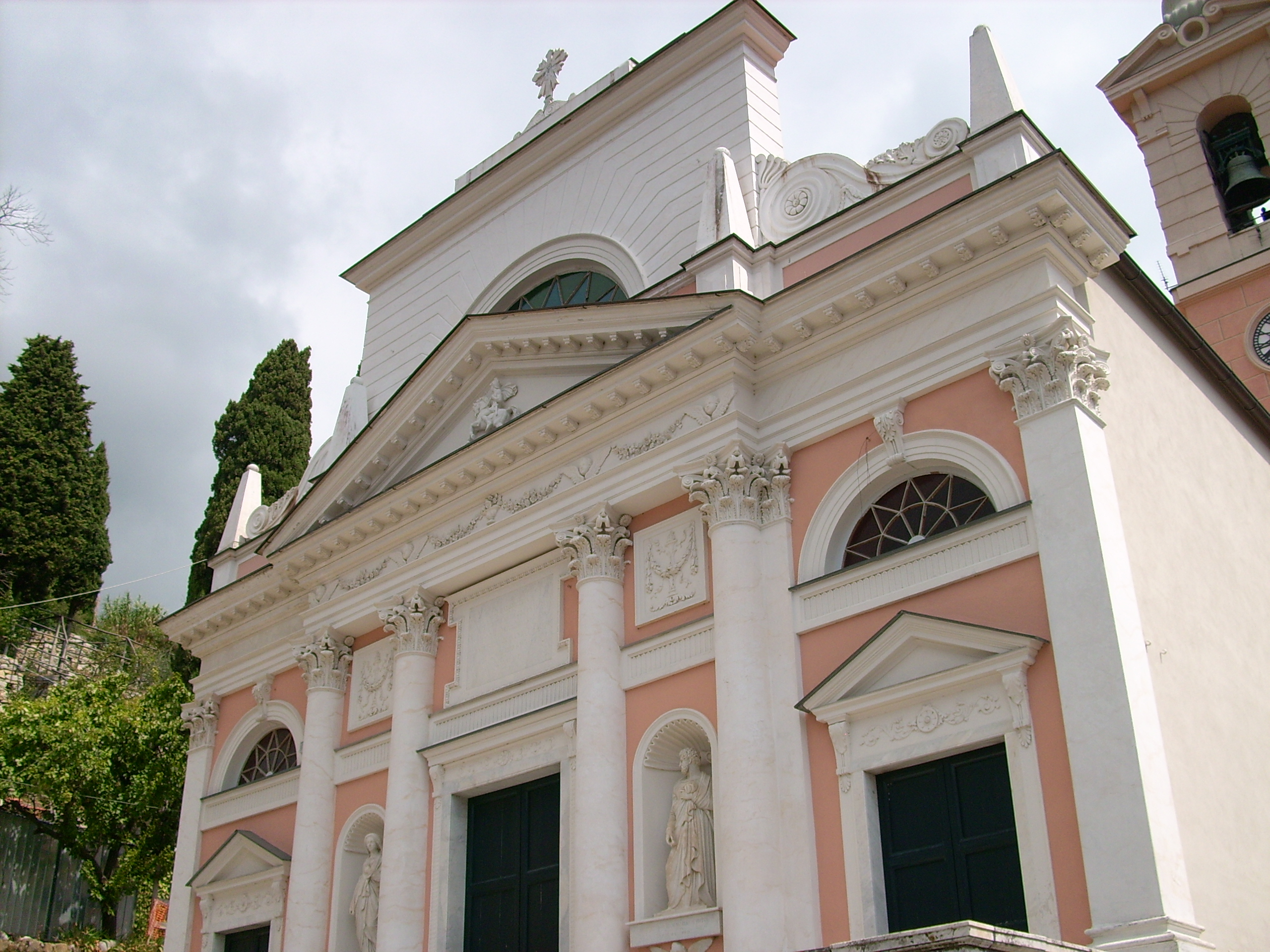
Iglesia de sant'Antonino abate.

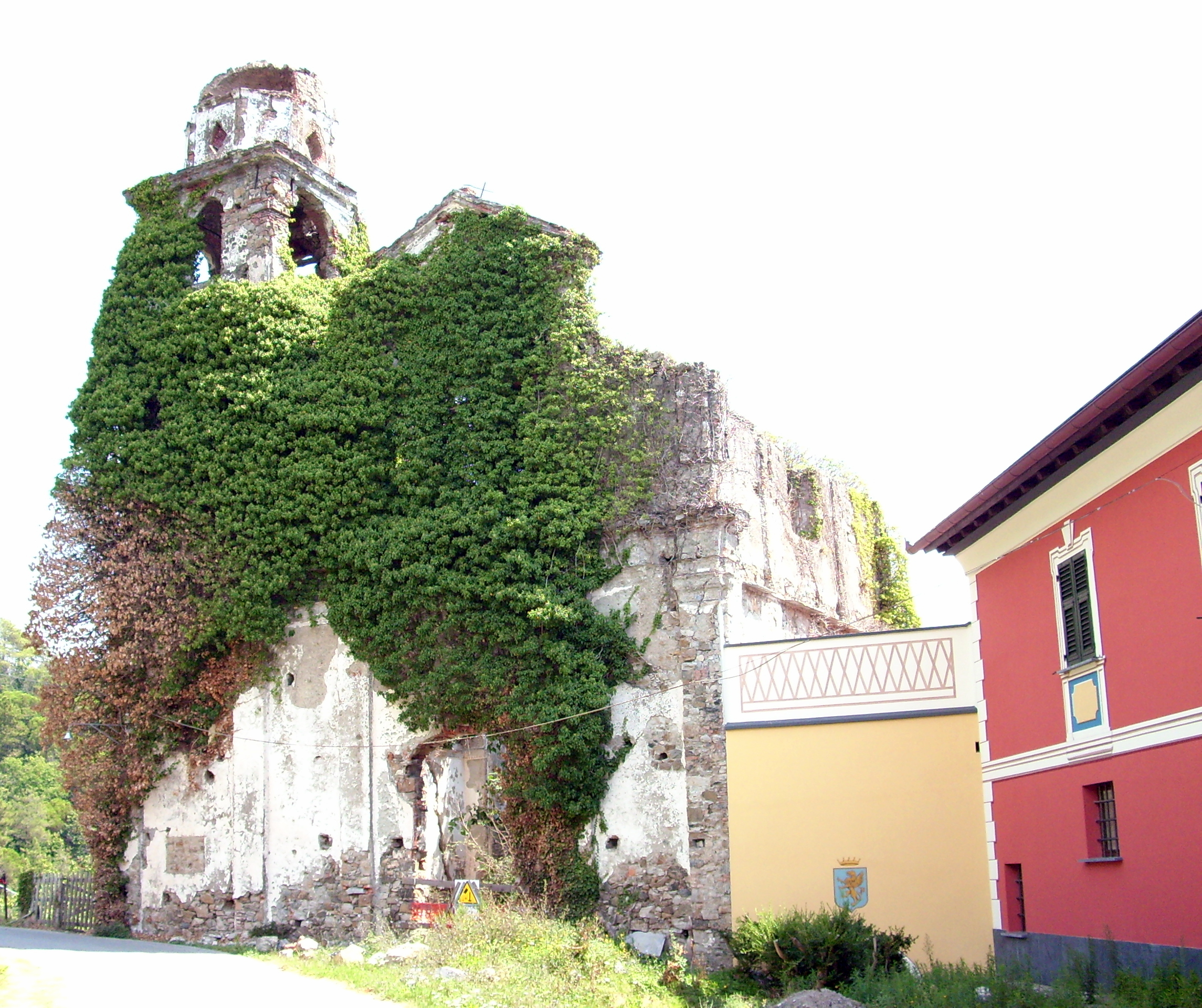
La abadía del Conio.

### Arquitectura religiosa

#### Iglesia deSan Antonio Mártir
La construcción de la parroquia se inicia en el 1143, y en su interior está conservado un reliquiario del santo y dos esculturas en madera: la Madonna del Comune e sant'Antonino.

#### Abadía del Conio
Dedicada a la Virgen del Rosario (1664), con un estupendo Borgo Medieval Ligure.

#### Sagrario de Missano
Pórtico de amplia iglesia parroquial de Santa María Assunta realizado por el artesano local Antonio Sanguineti en guijarros del mar (en la foto).

### Santuario de Nuestra Señora della Guardia
Levantado en 1892 por el sacerdote genovés monseñor V. Persoglio. El arzobispo de Génova, monseñor Tommaso Reggio le encargó al arquitecto Maurizio Dufour diseñar el proyecto, Giovanni Rosa donó la estatua de la Virgen María esculpida por Antonio Canepa.

### Restos romanos
Es posible visitar los antiguos puentes y caminos del Imperio romano y por otra parte se puede admirar un establo de reabastecimiento para los caballos y una taberna de la época romana, una cosa rara porque hay pocos restos de tales obras a través de las vías romanas, en este caso a través de la Vía Aurelia o Vía Emilia Scauri, como es llamada localmente. Tal trabajo se ha mantenido hasta hoy gracias a la inserción en el viejo complejo de una iglesia de estilo de Románico dedicada a San Nicolás, santo que da el nombre también a la montaña donde después de que los frailes con Carlomagno lo hayan transformado en un hostal para los viajeros que peregrinaban a Roma. 
En el territorio comunal podemos también encontrar el Mulatierra creado por los romanos, para llevar el desarrollo económico en el interior de la Liguria hasta Velleia, el centro nodal de los tráficos y la afirmación romana en Italia. En el Valle Frascarese, tenemos la posibilidad de admirar un área en la cual viene extraída la piedra colombina de parte de los romanos (que permitió la creación de la calzada empleada por la edilicia). 
Los antiguos puentes, colocados a lo largo del fondo del valle, atraviesan el torrente del Petronio (nombre de clara proveniencia romana, prueba de que por este territorio pasó el emperador Nerón). Estos puentes respetan la arquitectura romana, aunque modificador ligeramente a lo largo de los años, todavía conservan hoy, claramente, la base y la técnica romana. En el territorio tenemos también nombres de zonas, dados de los viejos habitantes, que pueden hacer entender la presencia romana, uno entre ellos e dà a stà romanna, que es del camino romano, entendiendo así la Vía Aurelia.
Todo el esto y otros elementos dispersos en el territorio, como la famosa escala de la edad romana y las canalizaciones de las aguas del fondo del valle para permitir la irrigación de los campos hacen de Castiglione Chiavarese uno de los más romanizados y ricos de la cohabitación entre Roma y las poblaciones locales, porque es de conocer que el territorio era entre la gente del Tigulli (zona alta de val de Vara) y del pueblo de Segesta Tigullorum (los antiguos habitantes de Sestri Levante y Riva Trigoso) y que estaban entre los Alpes y el monte Pù en el límite con los verdaderos lígures, que se opusieron hasta la muerte contra Roma; y los lígures del Monte Penna (en el valle de Aveto y en particular en la zona di Amborzasco, ligures originarios, de origen celta que tenían muchos ritos druidas.

### Naturaleza
- Cuevas de Val Frascarese, donde habitaba el hombre primitivo, con el descubrimiento de puntas de flechas y lanzas de hueso, todo depositado en el Museo Arqueológico de Chiavari.

El territorio incluye una muy variada vegetación, desde la típica macchia mediterranea, al bosque de latifolias, pinos, bosques de coníferas; con abetos, capaces durante todo el año de producir una atmósfera típicamente trentina.

## Cultura

### Fiestas y ferias

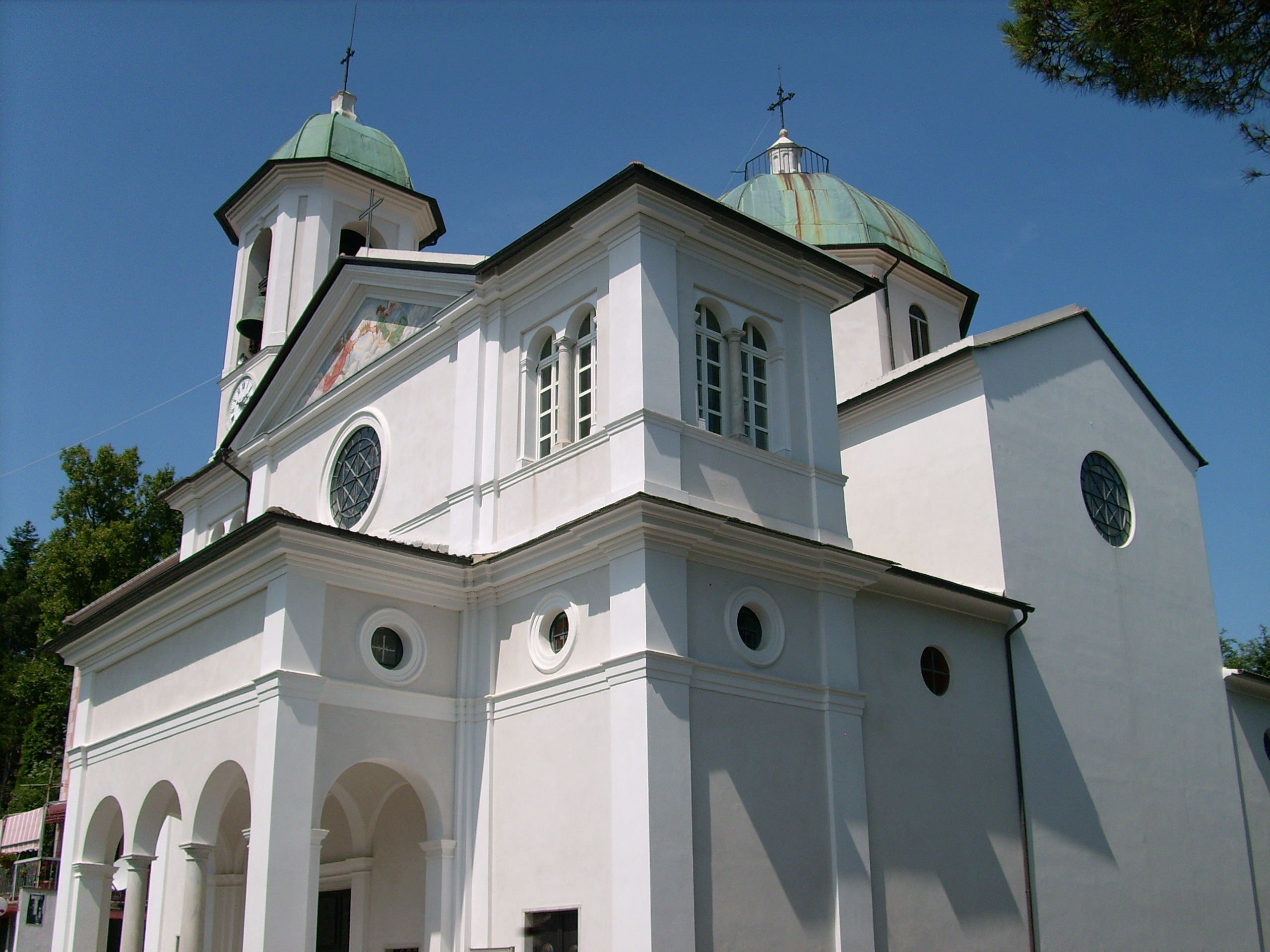
Santuario de Nuestra Señora della Guardia
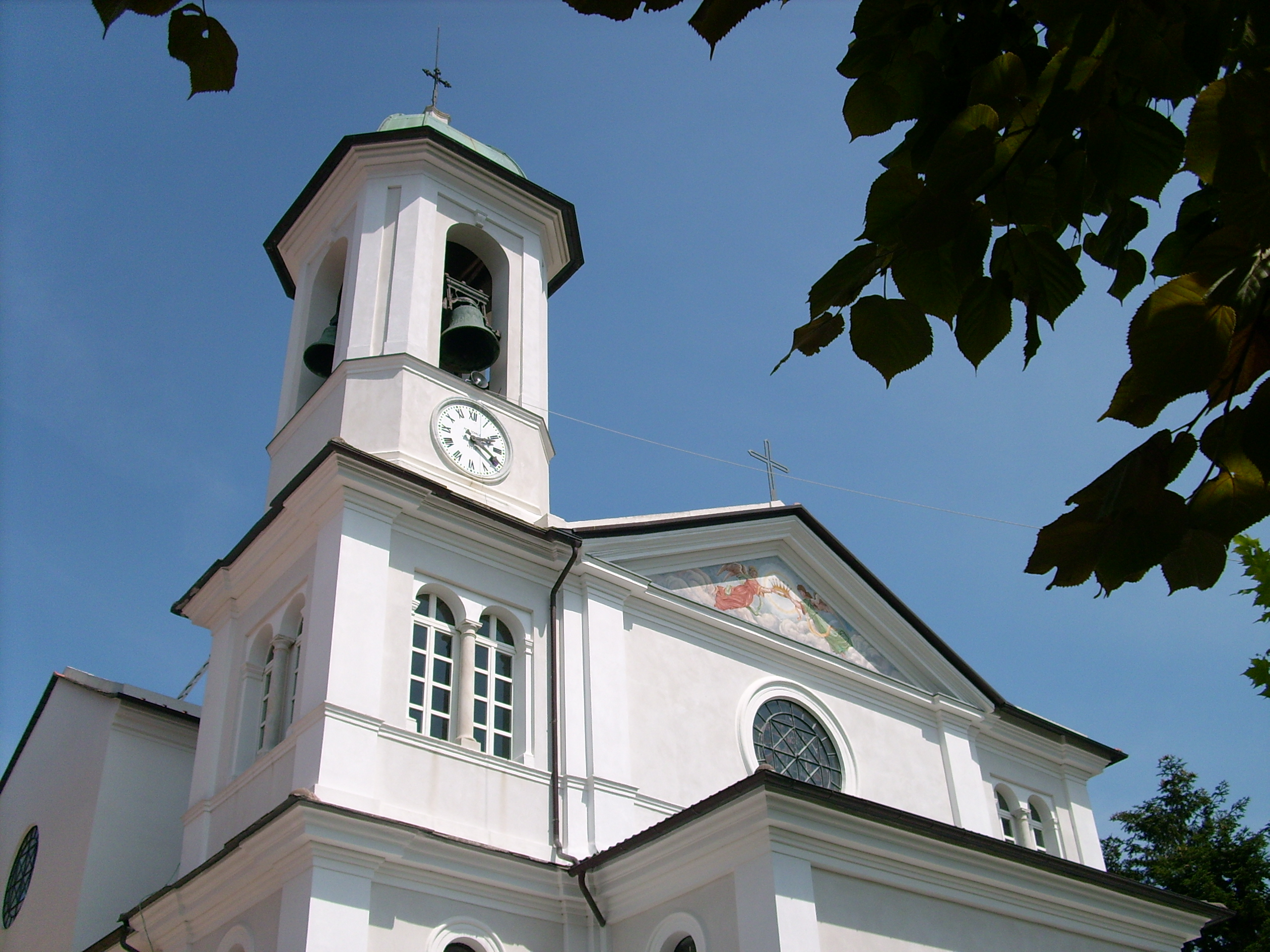
El campanil
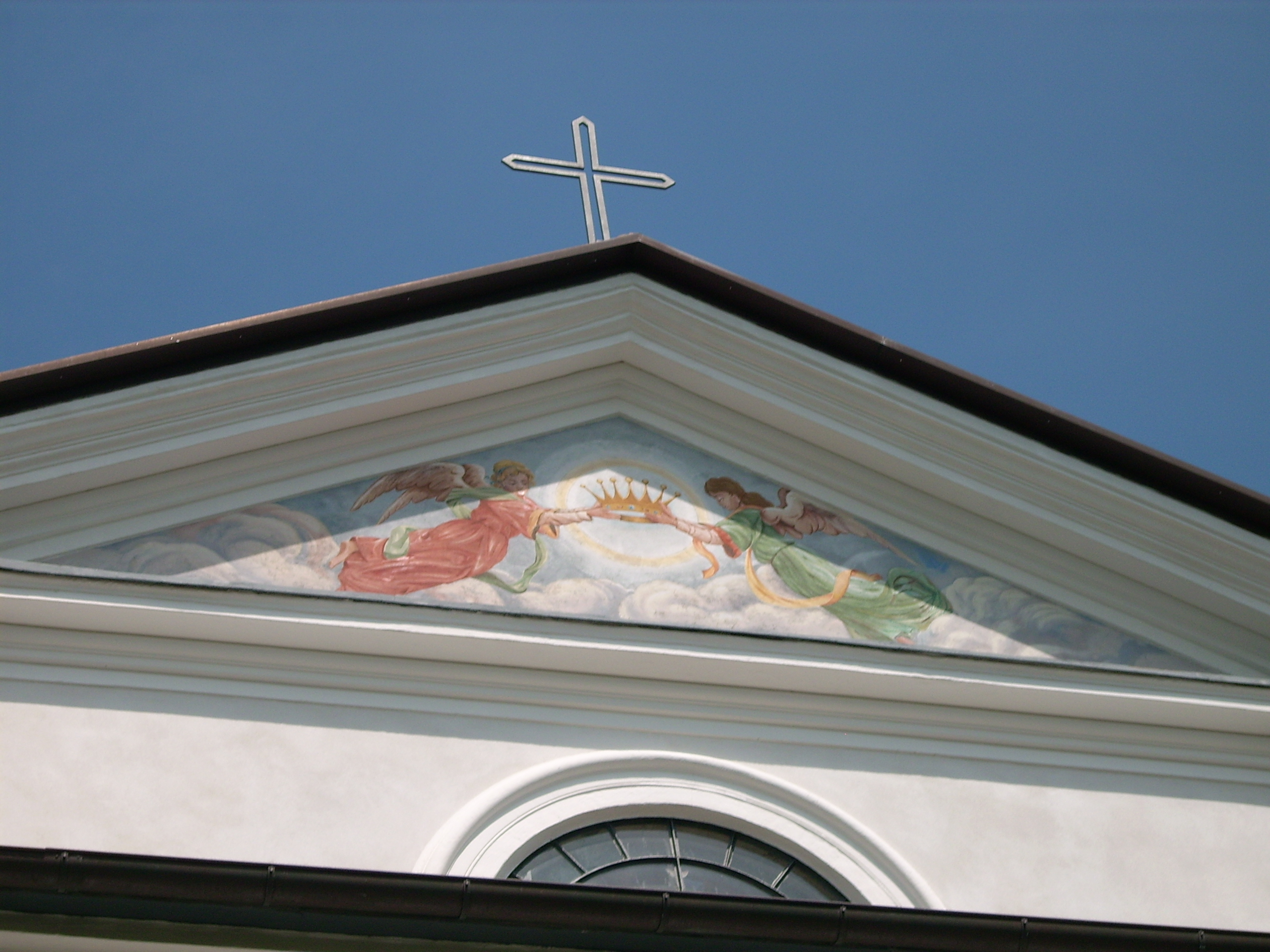
Pintura del santuario.

- Fiesta de la Virgen de Loreto, el tercer domingo de mayo en Loreto.
- Fiesta de los Alpinos o de los cazadores, el primer domingo de junio, con relación a la fiesta a base de asado.
- Fiesta de la Virgen de la Salud, cada primer domingo de julio, en la localidad de Mereta con agasajos de las especialidades culinarias locales como la torta de arroz.
- Fiesta de la Virgen del Carmen, el 16 de julio, a Castiglione Chiavarese y en San Pietro di Frascati donde está la posibilidad de asistir a una antigua costumbre que recuerda el encanto de las plantas: se traen en torno a la plaza grandes ramas de castaño y otras coníferas y después se plantan en torno a ella.
- Fiesta de la Maria Assunta in Cielo, en Missano, el 15 de agosto.
- Fiesta de la Virgen de la Misericordia, el 8 de septiembre, en el santuario del Conio di Missano con el tradicional asado y vino local.
- Fiesta de la castaña tercer domingo de octubre, todo a base de castaña, apertura del museo y excursiones.
- Fiesta de la panella en Castiglione Chiavarese.
- Fiesta de la polenta en Castiglione Chiavarese.

### Personalidades ligadas a Castiglione Chiavarese
Según algunas fuentes locales aquí nació en el año 1450 el navegante y explorador Giovanni Caboto, famoso por haber continuado la obra de Cristóbal Colón iniciando una serie de grandes viajes de descubrimiento hacia el noroeste. Fue uno de los cinco navegantes italianos de la época de los grandes descubrimientos geográficos.

## Economía
La economía comunal es sobre todo agrícola. De hecho en la comuna están presentes un número creciente de negocios familiares, que se dedican a la agricultura y la protección del territorio. Hay una importante producción de vino, registrado con su correspondiente denominación de origen protegido, se produce aceite de oliva extravirgen a través de los antiguos molinos, presentes en el territorio.
También hay una producción importante de castañas, frutas del bosque y hongos. 
Otra importante actividad económica es aquella basada en la artesanías. En el territorio comunal hay numerosas personas que crean con sus manos cestos, canastos de madera, también se produce salame y otros alimentos típicos.

## Transportes y vías de comunicación

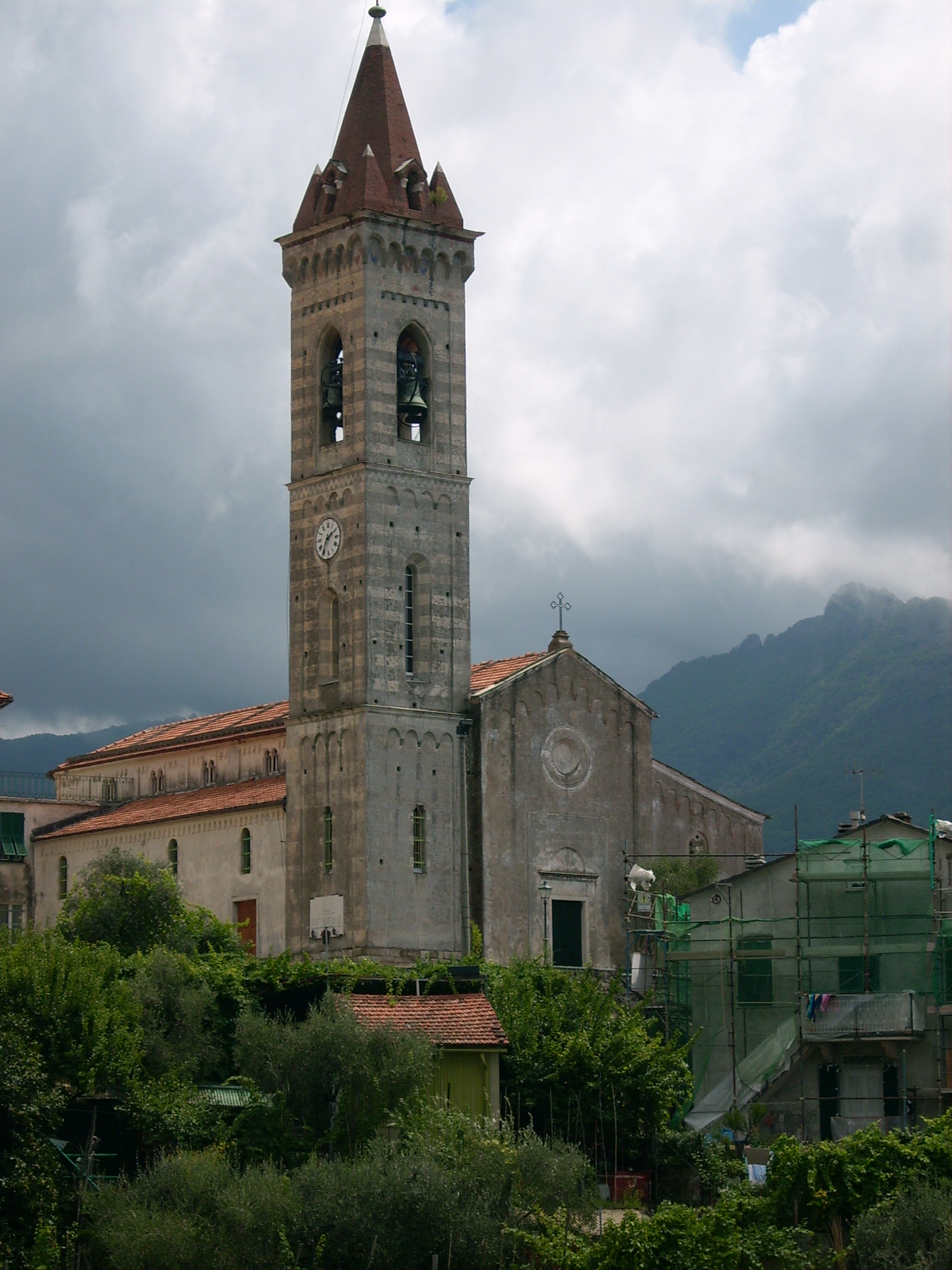
Iglesia de Missano.

### Carreteras y autopistas
Castiglione Chiavarese está situada en la Strada Statale 523 del Colle di Centocroci la cual une Sestri Levante con la comuna. No es posible acceder directamente a través de la autopista, por lo tanto en el enlace de Sestri Levante sobre la Autopista A12 es la salida aconsejada para llegar a este destino.

### Líneas ferroviarias
La estación ferroviaria más cercana es aquella de la estación de Sestri Levante sobre la línea Pisa-La Spezia-Genova en el trayecto local comprendido entre Génova y La Spezia.

## Administración
El alcalde de Castiglione Chiavarese es Fausto Figone, que fue elegido el 29/06/2004 y que pertenece al partido Centro-Sinistra. El teléfono del municipio es el 0185 408016 y el correo electrónico es castiglione.chiav@comune.castiglione-chiavarese.ge.it.

### Emblema comunal
Descripción de la heráldica:

De azul, la torre sobre un campo verde con sus lados con dos leones rampantes. Bajo el escudo, una cinta azul con la leyenda: Impávide. Adornos exteriores de la comuna.
Comuni-Italiani.it

## Gallería fotográfica

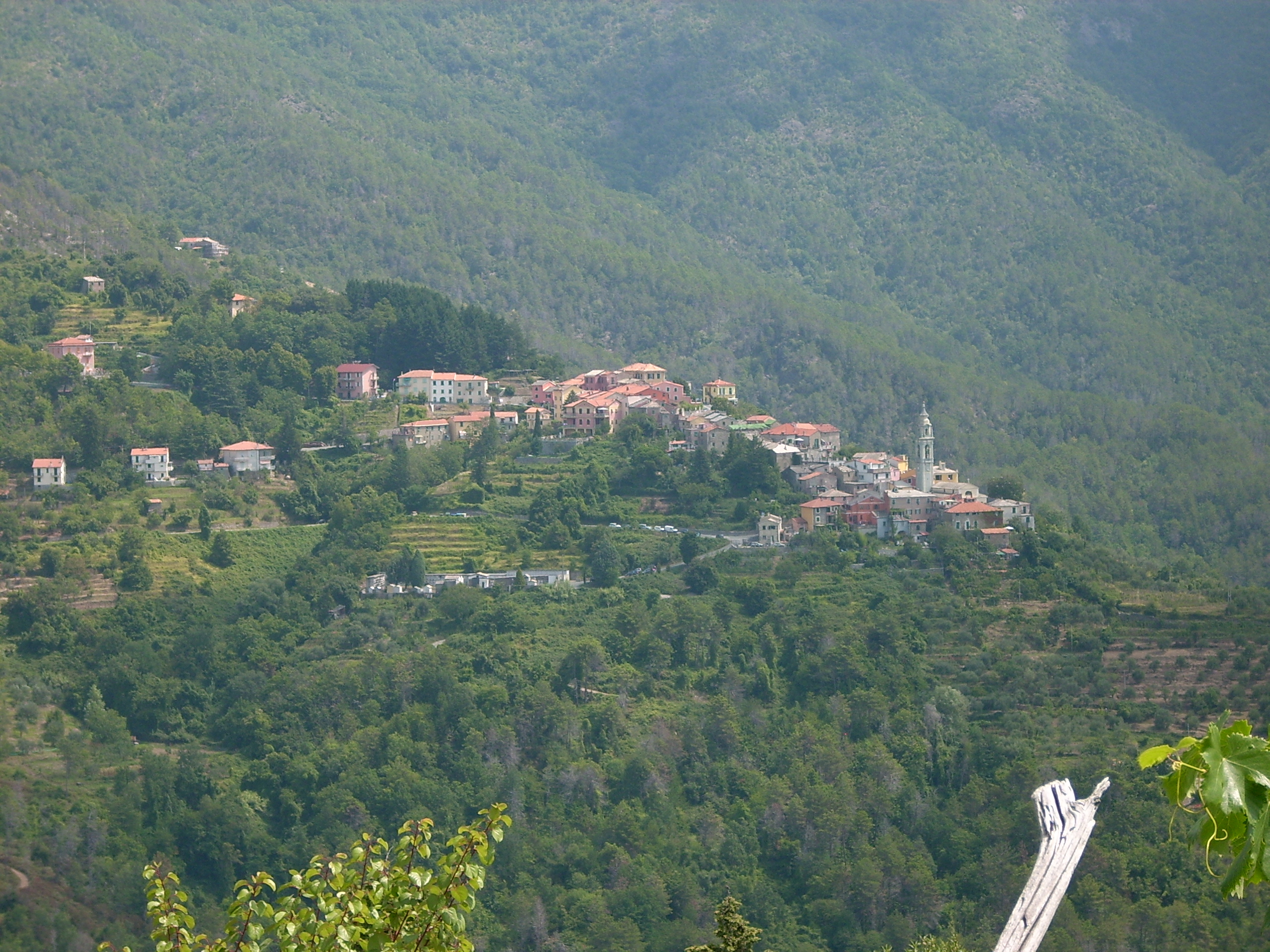
Missano
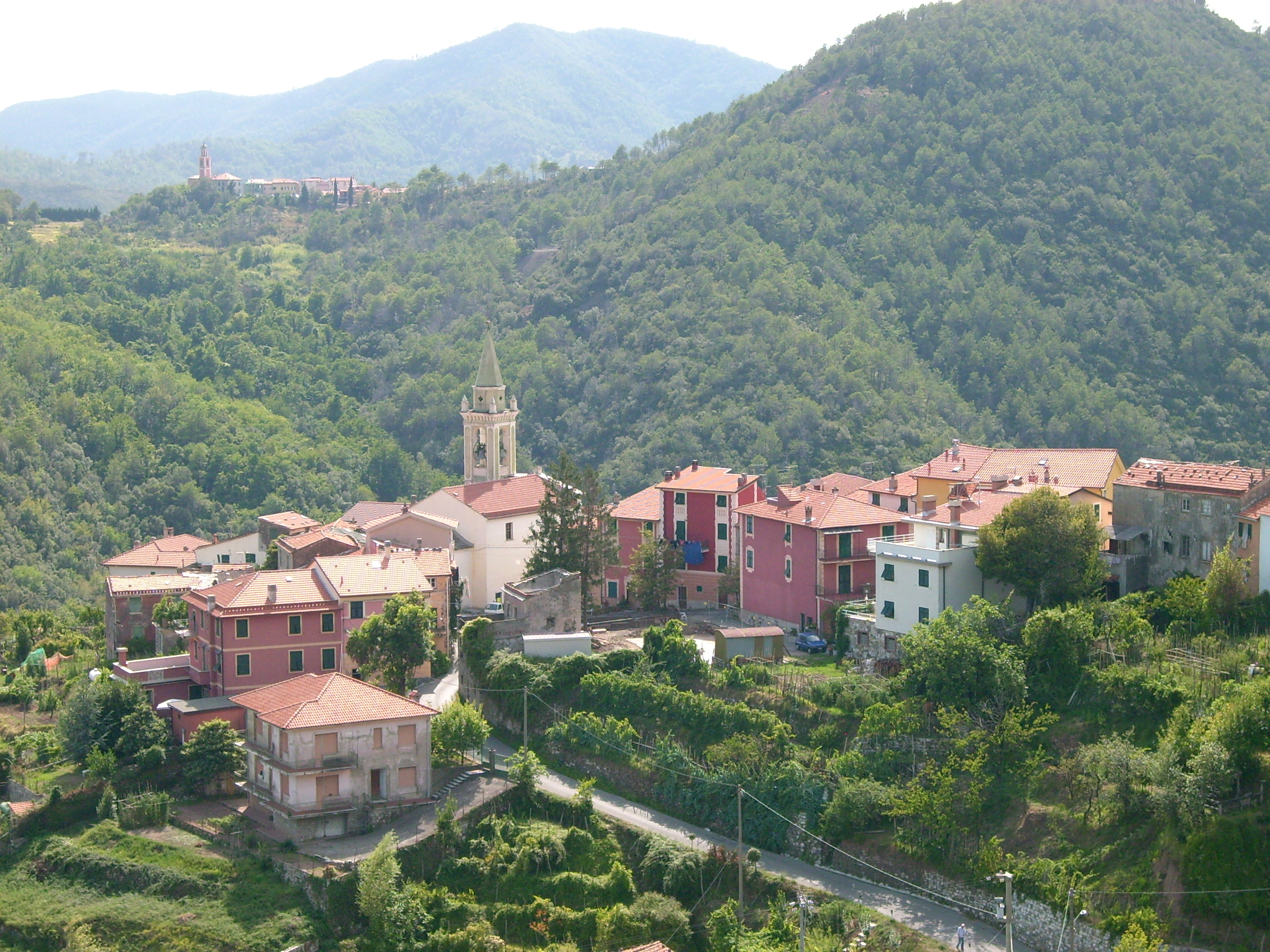
San Pietro Frascati
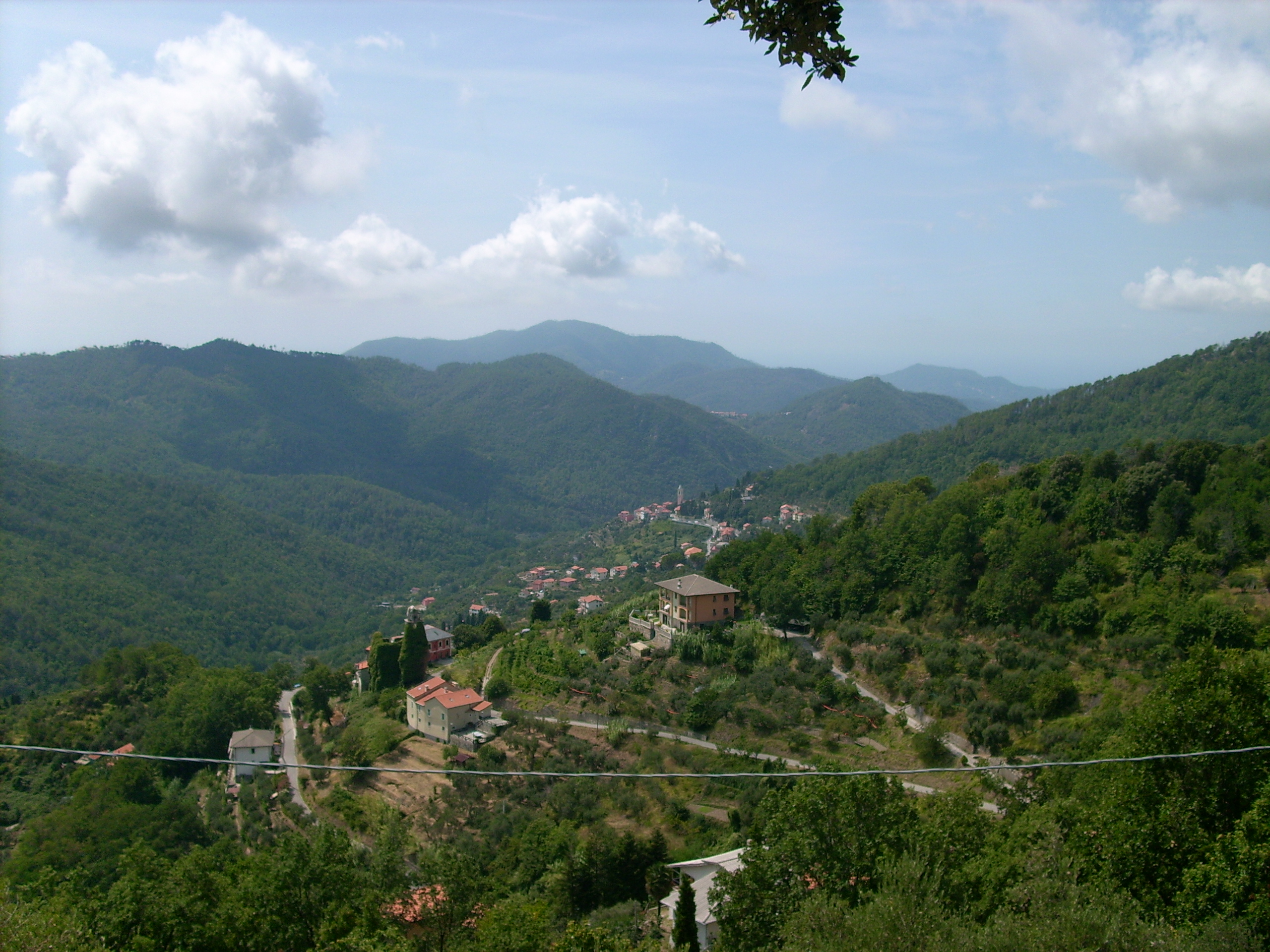
El valle del Petronio
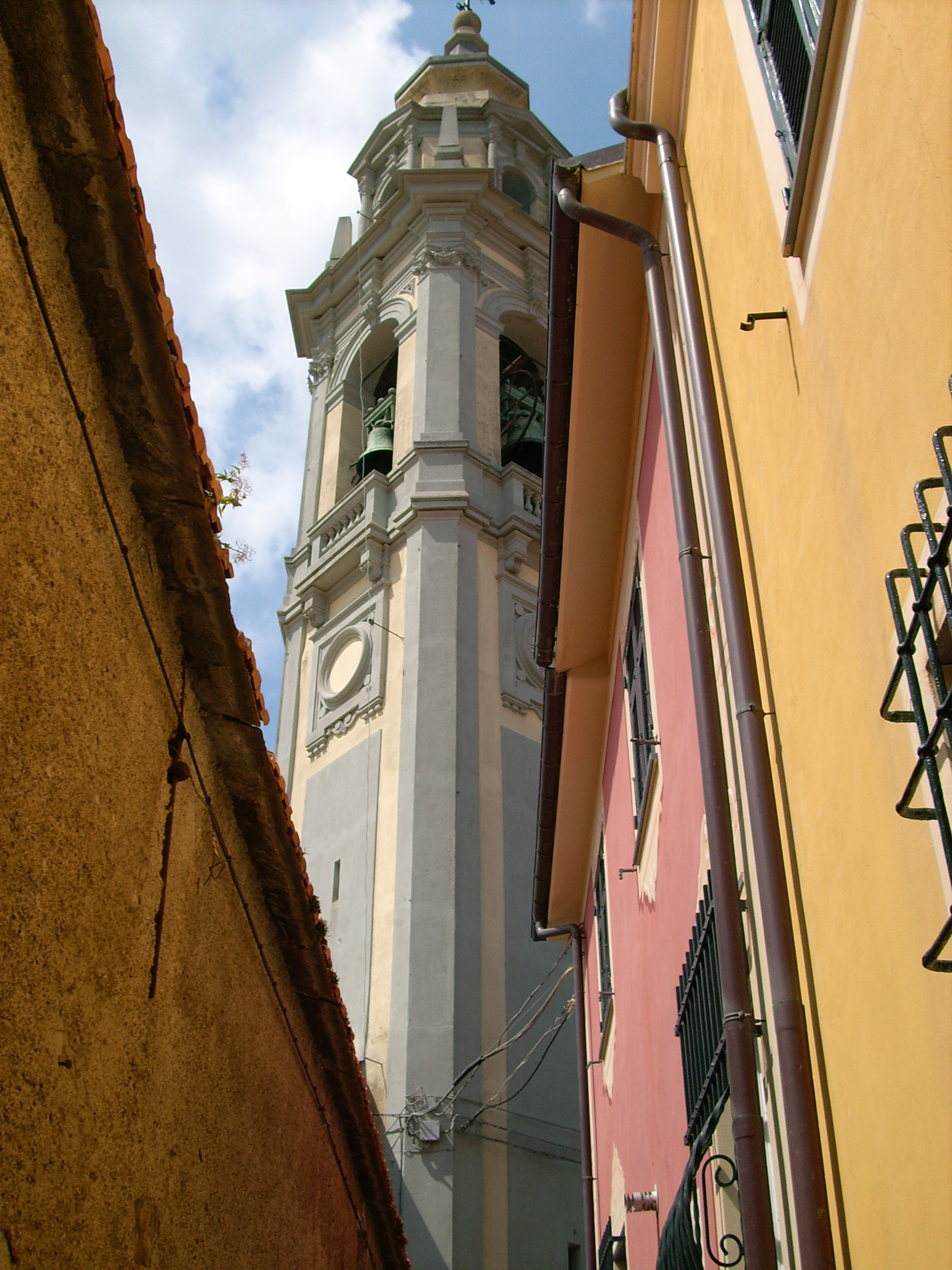
Campanil de la iglesia de Velva
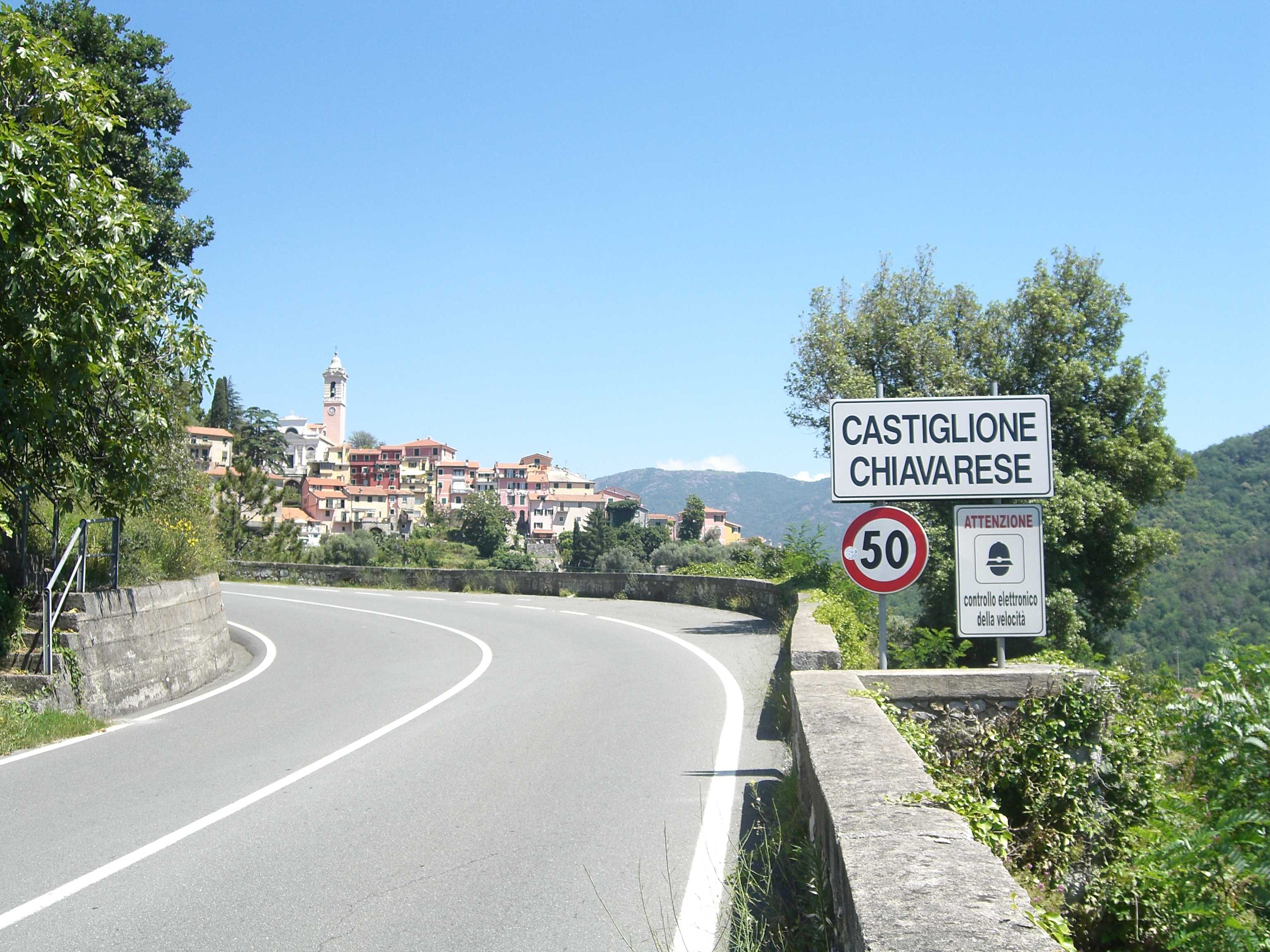
Vía de acceso a Castiglione Chiavarese.

## Términos relacionados
- Val Petronio
- Comunità Montana Val Petronio
- Diocesi di Chiavari